# Et si mon cœur te chantait
Et si mon cœur te chantait est une poésie de Schultz Laurent Junior parue en novembre 2001 sur les presses de l'Imprimeur || à Port-au-Prince.

## Style et thématiques poétiques
Si mon cœur te chantait  de Shultz Laurent Junior Publié en novembre 2001, ce recueil de poèmes plonge le lecteur dans les battements d’un cœur où s’entrelacent l’amour et le regret. La plume de Shultz Laurent Junior y déploie une sensibilité délicate, faite de confidences intimes et de blessures murmurées. Chaque poème résonne comme une chanson intérieure, à la fois tendre et douloureuse, où l’élan amoureux se heurte à la mémoire des absences et des manqués.

Ce livre, empreint de lyrisme et de sincérité, laisse entendre la voix d’un poète qui cherche à donner forme à ce qui déborde : l’émotion pure, fragile, mais universelle.
QUAND TOUT PARAÎT NOIR
Quand la nuit s'achève
Et que le jour se lève
Quand tout à mes yeux
Devient triste et ennuyeux.
Sur toi enfin je m'appuie
Lorsque au fond de ma vie
J'entends mon cœur gémir
Comme le vent dans ses soupirs.
Dans des voies très obscures je chancelle car de rien je ne suis sûr
Mais tu m'as montré le chemin
En me tendant la main.
Parce qu'au fond de toi Tu veux rassurer mes pas.
En ton doux cœur, j'ai enfoui Mes pleurs et mes mélancolies Pour que tu puisses à ton tour
Faire briller ton soleil sur mes jours...
Dans « Quand tout paraît noir », Shultz Laurent Junior s’inscrit dans une tradition lyrique où le poème devient le lieu d’un combat intime entre le désespoir et l’espérance. La structure est simple, composée de vers courts qui traduisent la fragilité du sujet poétique. Le lexique de l’ombre (« nuit », « obscures », « gémir ») s’oppose à celui de la lumière (« jour », « soleil », « rassurer »), soulignant la tension entre chute et relèvement.
Le style de l’auteur repose sur des métaphores accessibles, proches de l’expérience quotidienne, mais qui ouvrent sur une résonance universelle : la main tendue, le cœur refuge, le soleil intérieur. Par cette écriture limpide et musicale, Shultz Laurent Junior exprime la conviction que l’amour n’est pas seulement un sentiment mais une force réparatrice, capable de transformer la douleur en lumière.